# Rediu Galian
Rediu Galian – wieś w Rumunii, w okręgu Vaslui, w gminie Codăești. W 2011 roku liczyła 647mieszkańców.